# Iefim Dzigan
Iefim Lvovitch Dzigan (en russe : Ефим Дзиган), né le 2 ou le 14 décembre 1898 dans l'Empire russe à Moscou et mort le 31 décembre 1981 en URSS (maintenant Russie), est un réalisateur et un scénariste soviétique travaillant principalement dans le genre du réalisme socialiste soviétique.

## Biographie
Lorsqu'il est né en 1898, son père, Lev Abramovitch, né en 1869, un employé, avait 30 ans alors que sa mère Ielizaveta Mikhaïlovna, née 1879, n'en avait que 19. 
Il a commencé par étudier à l'école de l'église évangélique réformée, voie Bolchoï Triokhsviatitelski avant d'aller en 1918 dans une école de commerce puis à travailler comme chargeur, ouvrier du bâtiment et ouvrier dans un entrepôt de livres. Ensuite pendant la guerre civile, de 1919 à 1922, il a servi dans l'Armée rouge et la Tchéka, près de Mourmansk et de Petrograd.  
En 1923, il est diplômé de l'école de cinéma fondée par Boris Vitalievitch Tchaïkovski (ru) où, en 1925, il rencontre Raïssa Davydovna Iessipova (ru) actrice qu'il épousera et qu'il fera jouer dans au moins cinq de ses films : Le Dieu de la guerre, Le procès doit continuer, La Femme. Les Marins de Kronstadt, Première cavalerie. 
À partir de 1924 il a été acteur, premier assistant opérateur, assistant réalisateur, de Vsevolod Poudovkine entre autres, dans divers studios de l'URSS : Sevzapkino, maintenant Lenfilm à Léningrad, Sovkino à Moscou, Goskinprom Grouzi maintenant Kartuli Pilmi à  Tiflis aujourd'hui Tbilissi où il a tourné en 1928 son premier long métrage : Le Premier Cornet Strechnev et son second Le Dieu de la guerre. Il a aussi travaillé à Belgoskino, maintenant Belarusfilm, studio d'abord installé à Minsk puis à Léningrad de 1928 à 1946 où il a tourné Le procès doit continuer et La Femme.
De 1932 à 1941 il a travaillé à Mosfilm où il a réalisé en 1936, pour le 25e anniversaire de l'Armée rouge, Les Marins de Kronstadt et en 1938 Si demain c’est la guerre qui aurait dû être présenté au Festival de Cannes de 1939 mais il fut annulé à la suite de l'invasion de la Pologne. Staline a souvent montré ce film aux visiteurs officiels occidentaux lors de séances de projections qui se prolongeaient parfois tard dans la nuit. Ensuite il en a tourné deux autres, toujours avec Mosfilm, Première cavalerie en 1941 et Ciné-concert pour le 25e anniversaire de l'Armée rouge en 1943.
Simultanément, à partir de 1937, il a enseigné à l'Institut national de la cinématographie où il a eu entre autres élèves Elem Klimov, Vladimir Grammatikov, Edmond Keossaian et ce n'est qu'en 1965 qu'il y a obtenu une chaire de professeur. Il a également donné des conférences aux cours supérieurs de réalisateur de Mosfilm maintenant appelés cours supérieurs de formation des scénaristes et réalisateurs tout comme il en a donné à l'Académie du cinéma de Pékin
De 1941 à 1954, il a travaillé dans différents studios de l'URSS. D'abord avec la guerre le matériel indispensable des studios avait été évacué des zones menacées pour être entreposé puis installé dans des zones sécurisées. Ainsi, en mars 1943, pendant le blocus de Léningrad, Iefim Dzigan a dû voyager en train avec l'ingénieur du son Boris Nikolaïevitch Konopliov (ru), traverser le lac Ladoga, encore gelé, le long de la Route de la vie jusqu'au studio de cinéma Lenfilm pour en retirer tous les biens de valeur. Dans la ville assiégée il a rétrouvé Vsevolod Vichnevski qui, lui, y est resté pendant toute la durée du blocus.
«Ils étaient hébergés à l'Astoria, quelque part à l'étage, dans une chambre luxueuse pour deux personnes, où se trouvaient deux lits matrimoniaux, rapprochés côte à côte, car il faisait plus chaud à l'étage et là, la nuit, on pouvait entendre nos mitrailleuses d'artillerie ajuster leurs frappes. sur les places. Une place telle ou telle... Apparemment, le poste de commandement se trouvait dans le quartier d'Astoria et tout s'entendait»
Ainsi il s'est retrouvé à Azerbaïdjanfilm à Bakou où en 1947 il a réalisé Fatali-Khan, à Kazakhfilm à Alma-Ata, maintenant appelée Almaty, où l'on avait transporté les sudios pendant la Grande Guerre patriotique. Il y a réalisé en 1952 le premier film kazakh en couleurs Djamboul. Ensuite, en 1959, il a travaillé avec le studio de cinéma de Changchun (zh) et Mosfilm pour la coproduction En rangs serrés et a continué à exercer à Minsk, à Kiev (studio Dovjenko) et à Léningrad. 
En 1943, il est admis au PCUS et a été membre de Union des cinéastes de l'URSS (ru).

  
En 1954 il est revenu à Mosfilm en tant que directeur. Il y a réalisé en 1956 Prologue, en 1959 la coproduction soviéto-chinoise En rangs serrés, en 1964 La Flamme immortelle, en 1967 Le Torrent de fer et en 1972 Au Nord, au Sud, à l'Est, à l'Ouest..

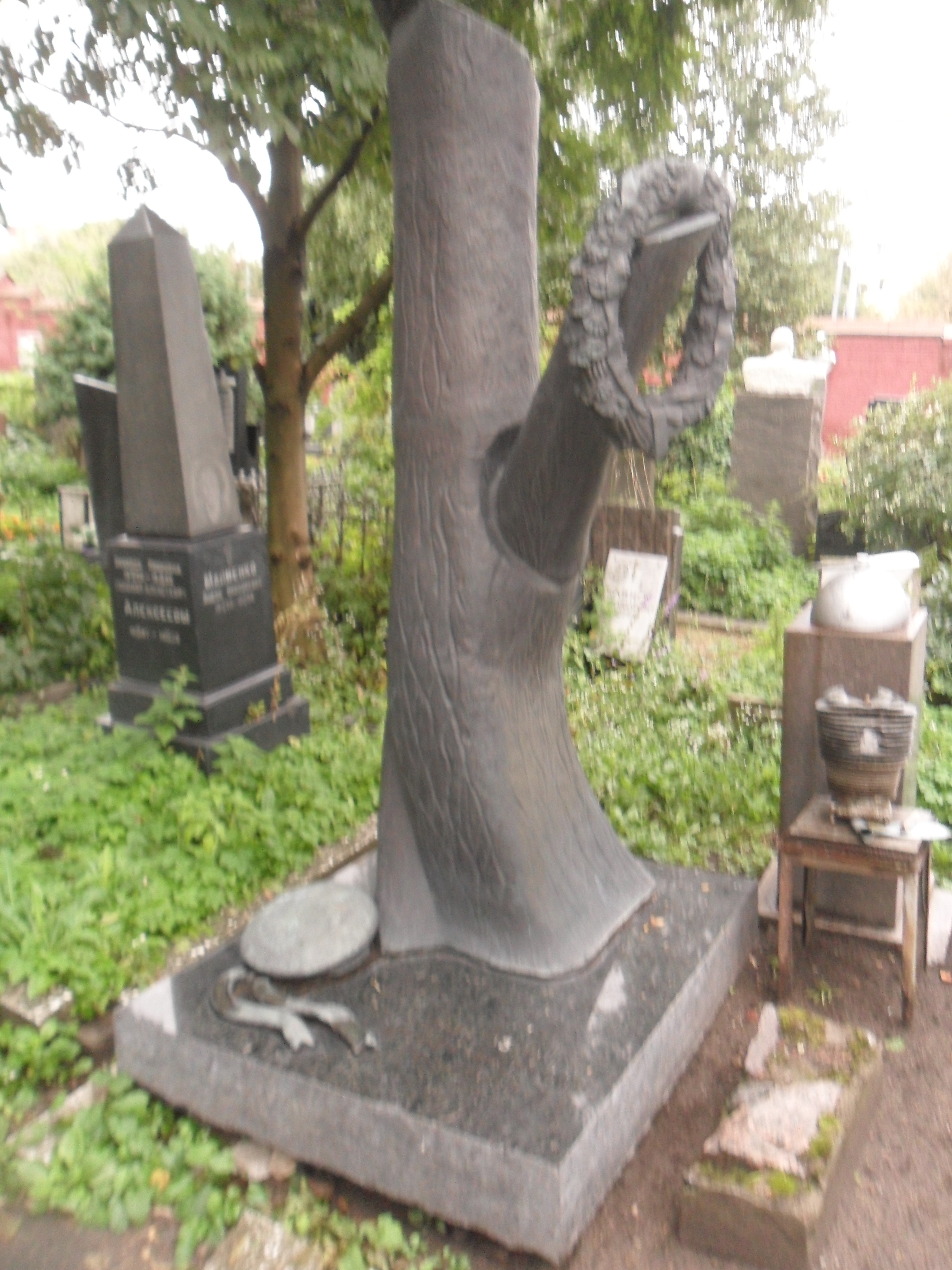
La tombe d'Iefim Dzigan

En plus de son activité dans le domaine cinématographique, il a également participé à la mise en scène de pièces de théâtre comme Les Aventures du brave soldat Švejk de Jaroslav Hašek,Pour ceux qui sont en mer de Boris Lavrenev, La Porte de Brandebourg de Mikhaïl Svetlov de 1944 à 1946.
Iefim Dzigan est inhumé dans la section 1 du cimetière de Novodevitchi. Il repose aux côtés de son père mort en 1938, de sa mère morte en 1968, de son frère Ossia né la même année que lui mais qui n'a vécu que trois ans, de son frère cadet Mikhaïl Lvovitch, 1899-1933, (ingénieur en mécanique, chef du département de planification et d'économie à l'Institut central de recherche en génie des moteurs d'aviation du nom de Piotr Ionovitch Baranov (ru)), de son épouse morte en 1994 et de deux autres personnes

## Filmographie

### Réalisateur
- 1928 : Le Premier Trompette Strechniev (ru) coréalisé avec Mikhaïl Tchiaoureli
- 1929 : Le Dieu de la guerre (ru) parfois intitulé Cavalier blanc (en russe : Белый всадник)
- 1930 : Le procès doit continuer (ru) coréalisé avec Boris Iossifovitch Chreïber (ru)
- 1930 : Le Kolkhoze « Mai » (1), documentaire, (en russe : Май колхозный)
- 1931 ; Prendre d'assaut (2), documentaire, (en russe : На штурм)
- 1932 : La Femme (ru) coréalisé avec Boris Iossifovitch Chreïber
- 1936 : Les Marins de Kronstadt
- 1938 : Si demain c'est la guerre... (ru) coréalisé avec Lazar Iakovlevitch Antsi-Polovski (ru), Gueorgui Sergueïevitch Beriozko (ru) et Nikolaï Nikolaïevitch Karmazinski (ru)
- 1941 : La Première cavalerie (ru) coréalisé avec Gueorgui Sergueïevitch Beriozko
- 1943 : Ciné-concert pour le 25e anniversaire de l'Armée rouge (en russe : Киноконцерт к 25-летию Красной Армии)[9] coréalisé avec Mikhaïl Kalatozov et Sergueï  Guerassimov
- 1947 : Dans la ligne de mire (3) (en russe : На линии огня). (1), (2), et (3)[10]
- 1947 : Fatali-Khan (ru)
- 1952 : Djamboul (ru)
- 1956 : Révolte à Saint-Pétersbourg[11]
- 1959 : En rangs serrés (ru) coréalisé avec Siou Veï Gan
- 1964 : La Flamme inextinguible (ru)
- 1967 : Le Torrent de fer (ru)
- 1972 : Au Nord, au Sud, à l'Est, à l'Ouest (ru) ou Toujours en alerte (en russe : Всегда начеку!)

### Scénariste
- 1929 : Le Dieu de la guerre écrit avec Lev Vladimirovitch Goldenveïzer (ru) parfois intitulé Cavalier blanc (en russe : Белый всадник)
- 1938 : Si demain c'est la guerre... écrit avec Gueorgui Sergueïevitch Beriozko et Mikhaïl Svetlov
- 1959 : En rangs serrés écrit avec Lin Chan, Siou Veï Gan, et Vadim Kojevnikov
- 1967 : Le Torrent de fer écrit avec Arkadi Alekseïevitch Perventsev (ru)
- 1972 : Au Nord, au Sud, à l'Est, à l'Ouest ou Toujours en alerte écrit avec Vadim Kojevnikov

### Acteur
- 1925 : Derrière les lignes blanches[12] réalisé par Olga Vladimirovna Rakhmanova  et Boris Vitalievitch Tchaïkovski (ru) : rôle mineur
- 1927 : Une tasse de thé (ru) réalisé par Nikolaï Chpikovski : rôle mineur
- 1966 : Trentième anniversaire du film « Les Marins de Kronstadt » : lui-même[13].

### Chef décorateur
- 1966 : La Ballade du grenier[14] réalisé par Viktor Stepanovitch Gres (ru)
- 1966 : Seul (ru) réalisé par Leonid Evguenievitch Golovnia (ru)
- 1970 : Dans la steppe azur (ru) réalisé par Oleg Aleksandrovitch Bondariov (ru), Vladimir Gueorguievitch Chamchourine (ru), Vitali Mikhaïlovitch Koltsov (ru) et Valeri Iakovlevitch Lonskoï (ru)
- 1972 : Le retour du bateau[15] réalisé par Andreï Igorevitch Malioukov (ru)

## Écrits
D'après la grande encyclopédie soviétique,
- 1937 : Nous sommes de Kronstadt. Principes de construction d'un film par le réalisateur (en russe : Мы из Кронштадта. Принципы режиссёрского построения фильма)
- 1956 : Auteur et réalisateur dans la collection «Questions de dramaturgie cinématographique» (en russe : Вопросы кинодраматургии). 1956. Numéro 2
- 1961 : À propos du scénario du réalisateur (en russe : О режиссёрском сценарии)
- 1975 : Comprendre l'héroïsme du temps
- 1981 :  Vie et films : Articles, témoignages, souvenirs, réflexions.

## Essai de bibliographie
- 1940 : Fonshtein A.E. Dzigan.
- 1954 : Vsevolod Vichnevski. Comment est né le film « Nous sommes de Kronstadt » dans Questions de dramaturgie cinématographique. 1954. Numéro. 1
- 1968 : Nous sommes de Cronstadt
- 1982 : Evgueni Nikolaïevitch Andrikanis (ru) et Iefim Dzigan  dans L'art du cinéma. 1982. No 7.

## Récompenses

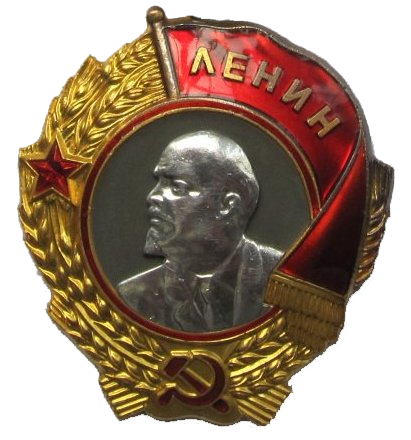
Ordre de Lenine 1936
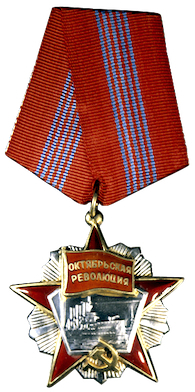
Ordre de la Révolution d'Octobre
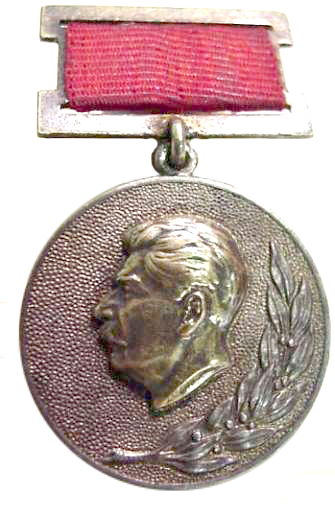
Prix Staline
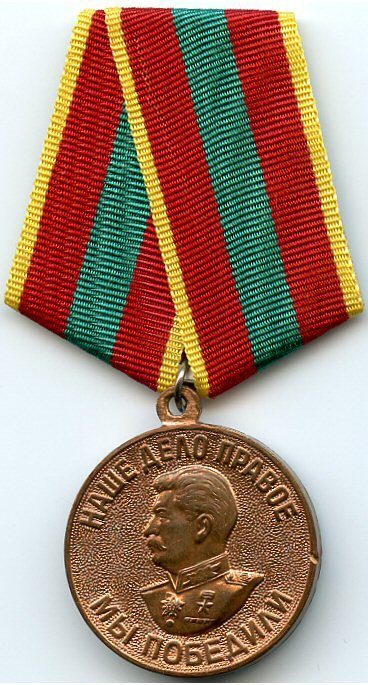
Médaille Pour le travail vaillant dans la Grande Guerre patriotique 1941–1945
Artiste émérite de la république socialiste fédérative soviétique de Russie
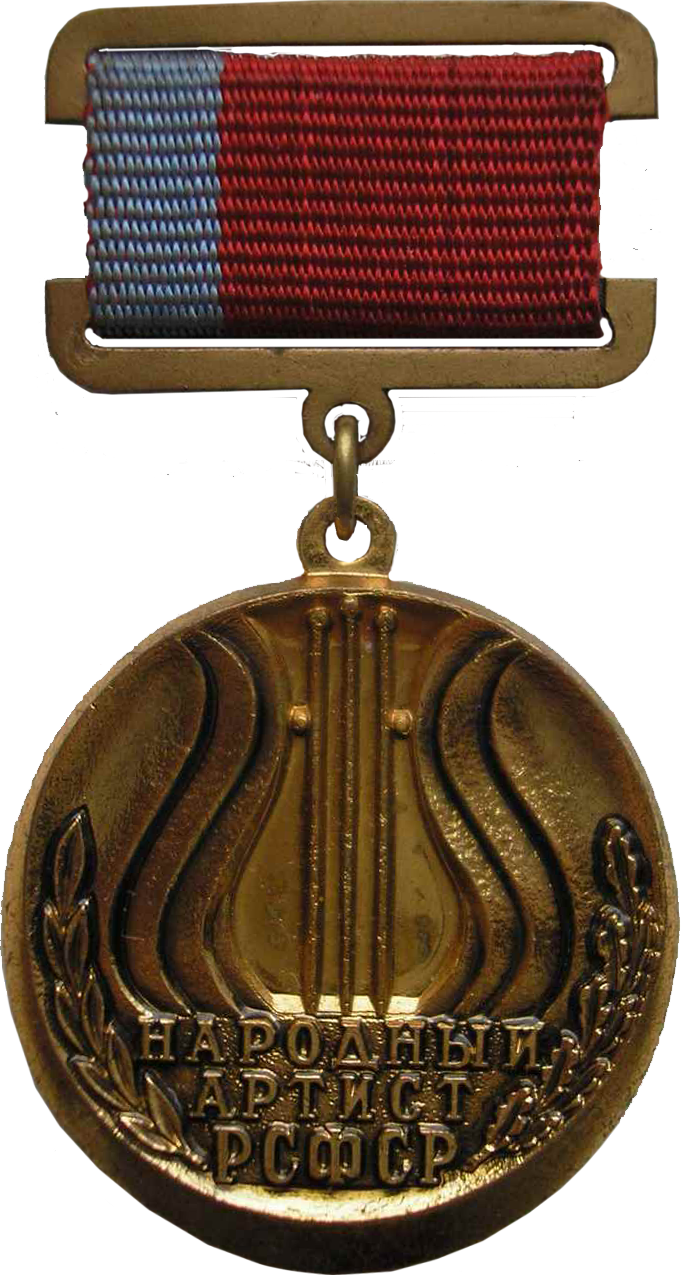
Artiste du peuple de la république socialiste fédérative soviétique de Russie
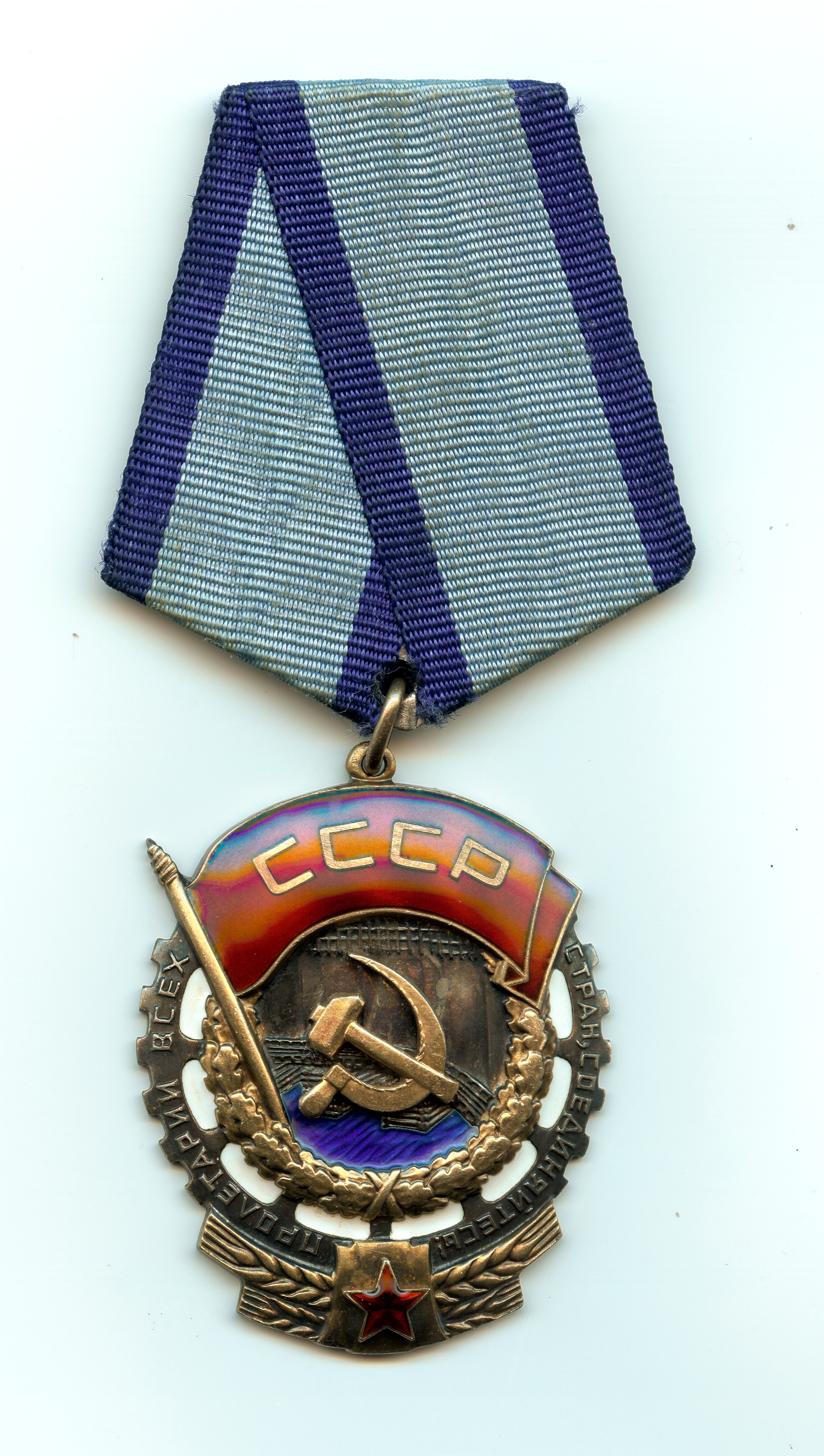
Ordre du drapeau rouge du travail
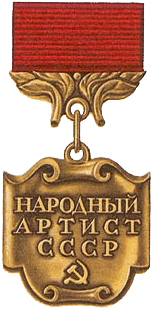
Artiste du peuple de l'URSS
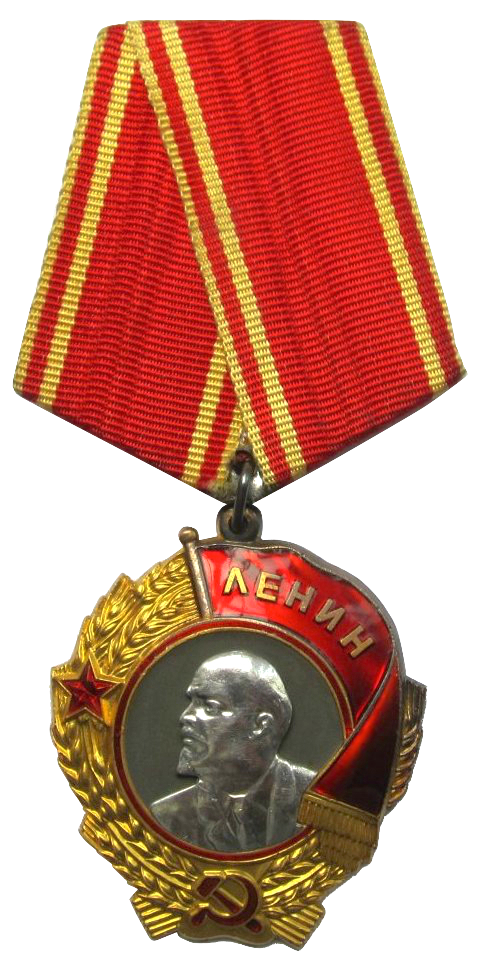
Ordre de Lenine 1978

- 31 décembre 1936 : Ordre de Lénine pour « les services rendus au développement de l'art cinématographique, exprimés dans la création du film Les Marins de Kronstadt, (en russe : за заслуги в деле развития кинематографического искусства, выразившиеся в создании кинофильма «Мы из Кронштадта»).
- Ordre de la Révolution d'Octobre
- 1937 : Grand prix à l'Exposition universelle de 1937 pour le film Les Marins de Kronstadt[18]
- 1941 : Prix Staline 2e degré (50 000 roubles) pour les films Les Marins de Kronstadt et Si demain c'est la guerre...
- Médaille Pour le travail vaillant dans la Grande Guerre patriotique 1941–1945: médaille établie le 6 juin 1945 partagée par 16096750 soviétiques
- 29 mai 1958 : Artiste émérite de la république socialiste fédérative soviétique de Russie
- 15 aout 1966 : artiste du peuple de la RSFSR
- 1967 : Ordre du Drapeau rouge du Travail
- 1968 : Premier prix pour le film historico-révolutionnaire Le Torrent de fer au IIIe au Festival de toute l'Union (ru) à Léningrad
- 1973 : Ordre du Drapeau rouge du Travail
- 4 aout 1969 : Artiste du peuple de l'URSS
- 23 décembre 1976 :certificat d'honneur (ru) du Præsidium du Soviet suprême de la République socialiste soviétique d'Azerbaïdjan «pour de nombreuses années de travail fructueux dans le domaine du cinéma soviétique et en relation avec le 60e anniversaire du cinéma azerbaïdjanais»[19]
- 1978 : Ordre de Lénine
- «Idole d'or des anciens Incas» pour le film Le Torrent de fer au Festival du film à Chiclayo au Pérou

## Hommages
- 1984 : L'Œuvre de la vie d'Iefim Dzigan court métrage de Sergueï Viktorovitch Martianov (ru)
- 1985 : Plaque commémorative qui a été scellée en son honneur sur la maison numéro 28, bâtiment numéro 2 dans la rue Bolchaïa Polianka (ru) (Grande clairière) à Moscou[20].
- 14 décembre 2023 : À l'occasion du 125e anniversaire de sa naissance, ouverture au musée du VGIK d'une exposition consacrée à Iefim Dzigan[21]

## Box office
- 22,2 millions de spectateurs pour  Le Torrent de fer